# Morti nel 1974/Senza giorno specificato
| Questa pagina contiene informazioni ricavate automaticamente dalle voci biografiche con l'ausilio del template Bio e di un bot. L'aggiornamento è periodico e automatico e ricostruisce completamente la pagina. Se manca una persona in questa lista, sei pregato di non aggiungerla, ma accertati piuttosto che la sua voce biografica contenga il template Bio e che i dati anagrafici siano correttamente compilati. Se il template Bio manca, inseriscilo tu stesso o, in alternativa, metti l'avviso {{tmp\|Bio}} che ne segnala la mancanza. Se i dati riportati sono sbagliati, correggi direttamente la voce biografica; le modifiche saranno visibili in questa lista entro pochi giorni. Per chiarimenti vedi il progetto biografie. La lista contiene solo le 68 persone che sono citate nell'enciclopedia e per le quali è stato implementato correttamente il template Bio. Pagina aggiornata al 3 mar 2024. |

- Terzo Bandini, pilota motociclistico italiano (n. 1898)
- Paul Barth, schermidore svizzero (n. 1921)
- Bruce Bellas, fotografo statunitense (n. 1909)
- Renato Bertelli, artista e scultore italiano (n. 1900)
- Albino Bocciai, cestista italiano (n. 1920)
- Alessandro Brunoldi, calciatore e allenatore di calcio italiano (n. 1888)
- Bu Wancang, regista e sceneggiatore cinese (n. 1903)
- Avelino Cadilla, calciatore uruguaiano (n. 1917)
- Caio Mario Cattabeni, medico italiano (n. 1911)
- Mino Caudana, giornalista, sceneggiatore e autore televisivo italiano (n. 1905)
- Giovanni Cenzato, giornalista, scrittore e commediografo italiano (n. 1885)
- Ernesto D'Albergo, economista italiano (n. 1902)
- Piero Dalle Ceste, pittore italiano (n. 1912)
- Federico Del Cupolo, direttore d'orchestra italiano (n. 1884)
- Adolfo Fanconi, calciatore, allenatore di calcio e dirigente sportivo italiano (n. 1885)
- Pietro Fara, chitarrista italiano (n. 1923)
- Pietro Ferraro, partigiano e imprenditore italiano (n. 1908)
- Pietro Foglia, scultore e pittore italiano (n. 1913)
- Arnaldo Fuzzi, ingegnere italiano (n. 1893)
- Maria Gallia, stilista italiana (n. 1906)
- Richard Gregg, filosofo e sociologo statunitense (n. 1885)
- Virginio Guidazzi, calciatore italiano (n. 1931)
- Seymour Harris, economista statunitense (n. 1897)
- Antonija Javornik, militare serba (n. 1893)
- Camillo Iona, architetto italiano (n. 1886)
- Shigeru Kanda, astronomo giapponese (n. 1894)
- Helen König, imprenditrice e ceramista italiana (n. 1886)
- Lady of the Dunes,  statunitense (n. 1936)
- Giacinto Lambiasi, astista italiano (n. 1896)
- Richard Webster Lawrence, bobbista statunitense (n. 1906)
- Aldo Lecci, politico e rivoluzionario italiano (n. 1900)
- Giulio Lorandi, compositore e pianista italiano (n. 1914)
- Satiro Lusetti, calciatore italiano (n. 1922)
- Alessandro Magni, calciatore italiano (n. 1894)
- Giuseppe Marini, aviatore e generale italiano (n. 1897)
- Lanfranco Maroi, statistico italiano (n. 1889)
- Manlio Martinelli, pittore italiano (n. 1884)
- Paul McGonagle, mafioso statunitense (n. 1939)
- Antonio Menegazzo, pittore e illustratore italiano (n. 1892)
- Lilla Menichelli Pescatori, attrice italiana (n. 1884)
- Ilio Negri, grafico italiano (n. 1926)
- Josef Novák, calciatore cecoslovacco (n. 1900)
- John Ormento, mafioso statunitense (n. 1912)
- Domenico Panighi, pittore italiano (n. 1908)
- Verecondo Paoletti, politico italiano (n. 1881)
- Maria Teresa Parpagliolo, architetto del paesaggio italiana (n. 1903)
- Mario Passante, attore cinematografico italiano (n. 1912)
- Renato Piattoli, paleografo e diplomatista italiano (n. 1906)
- Max Piccini, scultore italiano (n. 1899)
- Ottavia Pogliaghi, artista e incisore italiana (n. 1891)
- Pio Umberto Pontremoli, dirigente d'azienda, imprenditore e ingegnere italiano (n. 1897)
- Eugene Rabe, astronomo tedesco (n. 1911)
- Lauri Rapala, inventore finlandese (n. 1905)
- Remo Riva, scultore italiano (n. 1909)
- Angelo Sabbatani, scultore e medaglista italiano (n. 1922)
- Tato, artista italiano (n. 1896)
- Rudolf Seck, militare tedesco (n. 1908)
- Francesco Spanu Satta, giornalista e scrittore italiano (n. 1912)
- Fausto Tesio, medico italiano (n. 1898)
- Roberto Tognazzi, politico e avvocato italiano (n. 1899)
- Paolo Toschi, filologo e storico della letteratura italiano (n. 1893)
- Bernhard Ueberschär, generale tedesco (n. 1898)
- Gheorghe Vasilichi, politico rumeno (n. 1902)
- Giovanni Venditto, calciatore italiano (n. 1916)
- Remo Vigorelli, dirigente sportivo italiano (n. 1898)
- Giovanbattista Vitale, mafioso italiano (n. 1925)
- Zhang Junfeng, artista marziale cinese (n. 1902)
- Ugo Zovetti, pittore, designer e decoratore italiano (n. 1879)